# Bolde Fediche
Bolde Fediche (nep. बौनिया) – gaun wikas samiti w środkowej części Nepalu w strefie Bagmati w dystrykcie Kavrepalanchok. Według nepalskiego spisu powszechnego z 2001 roku liczył on 461 gospodarstw domowych i 2574 mieszkańców (1339 kobiet i 1235 mężczyzn).